# Medagliati ai Giochi della I Olimpiade
Questa è la lista dei medagliati ai Giochi della I Olimpiade, tenutasi ad Atene dal 6 al 15 aprile 1896.
A differenza delle successive edizioni dei Giochi olimpici, alle Olimpiadi del 1896 non vennero distribuite medaglie d'oro e solo i primi due classificati ricevettero un premio: ai vincitori di ogni gara spettarono una corona d'olivo, proveniente dall'Altis, nei pressi di Olimpia, una medaglia d'argento, coniata da Jules-Clément Chaplain, e un attestato, disegnato dal pittore greco Nikolaos Gysis. I secondi classificati invece ricevettero una medaglia di rame, disegnata da Nikiphoros Lytras, e un ramo d'alloro.
A causa della mancata consegna dei premi ai terzi classificati, l'attribuzione delle medaglie di bronzo è molto incerta: le documentazioni non sempre riportano l'ordine di arrivo e spesso gli atleti piazzati dopo il secondo posto sono disposti tutti, a pari merito, in terza posizione; i vincitori di ogni gara furono inseriti solo successivamente nei medaglieri ufficiali olimpici, assegnando retroattivamente le tre odierne medaglie olimpiche.

## Atletica leggera
| Evento                      | Oro            | Argento                    | Bronzo                                    |
| 100 m (dettagli)            | Tom Burke      | Fritz Hofmann              | Alajos Szokoly Frank Lane                 |
| 400 m (dettagli)            | Tom Burke      | Herbert Jamison            | Charles Gmelin                            |
| 800 m (dettagli)            | Edwin Flack    | Nándor Dáni                | Dīmītrios Golemīs                         |
| 1 500 m (dettagli)          | Edwin Flack    | Arthur Blake               | Albin Lermusiaux                          |
| 110 m ostacoli (dettagli)   | Thomas Curtis  | Grantley Goulding          | Non assegnata                             |
| Maratona (dettagli)         | Spyridōn Louīs | Charilaos Vasilakos        | Gyula Kellner                             |
| Salto in alto (dettagli)    | Ellery Clark   | Bob Garrett James Connolly | Non assegnata                             |
| Salto con l'asta (dettagli) | Bill Hoyt      | Albert Tyler               | Evangelos Damaskos Ioannis Theodoropoulos |
| Salto in lungo (dettagli)   | Ellery Clark   | Bob Garrett                | James Connolly                            |
| Salto triplo (dettagli)     | James Connolly | Alexandre Tuffère          | Ioannis Persakis                          |
| Getto del peso (dettagli)   | Bob Garrett    | Miltiadīs Gouskos          | Georgios Papasideris                      |
| Lancio del disco (dettagli) | Bob Garrett    | Panagiōtīs Paraskeuopoulos | Sotirios Versis                           |

## Ciclismo
| Evento                    | Oro                       | Argento               | Bronzo        |
| Ciclismo su strada        |                           |                       |               |
| Corsa in linea (dettagli) | Aristeidīs Kōnstantinidīs | August Goedrich       | Edward Battel |
| Ciclismo su pista         |                           |                       |               |
| Velocità (dettagli)       | Paul Masson               | Stamatīs Nikolopoulos | Léon Flameng  |
| 10 kilometri (dettagli)   | Paul Masson               | Léon Flameng          | Adolf Schmal  |
| 100 kilometri (dettagli)  | Léon Flameng              | Geōrgios Kōletīs      | Non assegnato |
| 12 ore (dettagli)         | Adolf Schmal              | Frederick Keeping     | Non assegnato |
| Cronometro (dettagli)     | Paul Masson               | Stamatīs Nikolopoulos | Adolf Schmal  |

### Ginnastica
| Evento                         | Oro                     | Argento             | Bronzo              |
| Ginnastica individuale         |                         |                     |                     |
| Trave (dettagli)               | Hermann Weingärtner     | Alfred Flatow       | Non assegnato       |
| Parallele (dettagli)           | Alfred Flatow           | Louis Zutter        | Non assegnato       |
| Volteggio (dettagli)           | Carl Schuhmann          | Louis Zutter        | Hermann Weingärtner |
| Anelli (dettagli)              | Iōannīs Mītropoulos     | Hermann Weingärtner | Petros Persakis     |
| Cavallo (dettagli)             | Louis Zutter            | Hermann Weingärtner | Non assegnato       |
| Fune (dettagli)                | Nikolaos Andriakopoulos | Thomas Xenakis      | Fritz Hofmann       |
| Ginnastica a squadre           |                         |                     |                     |
| Trave a squadre (dettagli)     | Germania                | Non assegnato       | Non assegnato       |
| Parallele a squadre (dettagli) | Germania                | Grecia              | Grecia              |

## Lotta
| Evento                        | Oro            | Argento         | Bronzo                 |
| Lotta greco-romana (dettagli) | Carl Schuhmann | Geōrgios Tsitas | Stefanos Christopoulos |

## Nuoto
| Evento                   | Oro               | Argento           | Bronzo              |
| 100 m (dettagli)         | Alfréd Hajós      | Otto Herschmann   | Non assegnato       |
| 100 m marinai (dettagli) | Iōannīs Malokinīs | Spyridōn Chasapīs | Dīmītrios Drivas    |
| 500 m (dettagli)         | Paul Neumann      | Antōnios Pepanos  | Efstathios Chōrafas |
| 1200 m (dettagli)        | Alfréd Hajós      | Iōannīs Andreou   | Efstathios Chōrafas |

## Scherma
| Evento                          | Oro                     | Argento              | Bronzo                           |
| Fioretto                        |                         |                      |                                  |
| Fioretto maestri (dettagli)     | Leōnidas Pyrgos         | Joanni Perronet      | Non assegnato                    |
| Fioretto individuale (dettagli) | Eugène-Henri Gravelotte | Henri Callot         | Periklīs Pierrakos-Mauromichalīs |
| Sciabola                        |                         |                      |                                  |
| Sciabola individuale (dettagli) | Iōannīs Geōrgiadīs      | Tīlemachos Karakalos | Holger Nielsen                   |

## Sollevamento pesi
| Evento                               | Oro               | Argento           | Bronzo                  |
| Sollevamento con una mano (dettagli) | Launceston Elliot | Viggo Jensen      | Alexandros Nikolopoulos |
| Sollevamento con due mani (dettagli) | Viggo Jensen      | Launceston Elliot | Sotirios Versis         |

## Tennis
| Evento               | Oro                          | Argento                                     | Bronzo                                    |
| Singolare (dettagli) | John Pius Boland             | Dionysios Kasdaglis                         | Konstantinos Paspatis Momcsilló Tapavicza |
| Doppio (dettagli)    | John Pius Boland Fritz Traun | Dionysios Kasdaglis Dimitrios Petrokokkinis | Edwin Flack George Stuart Robertson       |

## Tiro
| Evento                         | Oro                 | Argento            | Bronzo             |
| Rivoltella                     |                     |                    |                    |
| Rivoltella libera (dettagli)   | Iōannīs Fragkoudīs  | Geōrgios Orfanidīs | Holger Nielsen     |
| Rivoltella militare (dettagli) | John Paine          | Sumner Paine       | Nikolaos Mōrakīs   |
| Pistola                        |                     |                    |                    |
| Pistola libera (dettagli)      | Sumner Paine        | Holger Nielsen     | Iōannīs Fragkoudīs |
| Carabina                       |                     |                    |                    |
| Carabina libera (dettagli)     | Geōrgios Orfanidīs  | Iōannīs Fragkoudīs | Viggo Jensen       |
| Carabina militare (dettagli)   | Pantelīs Karasevdas | Paulos Pavlidis    | Nikolaos Trikoupīs |